# Coiffure afro

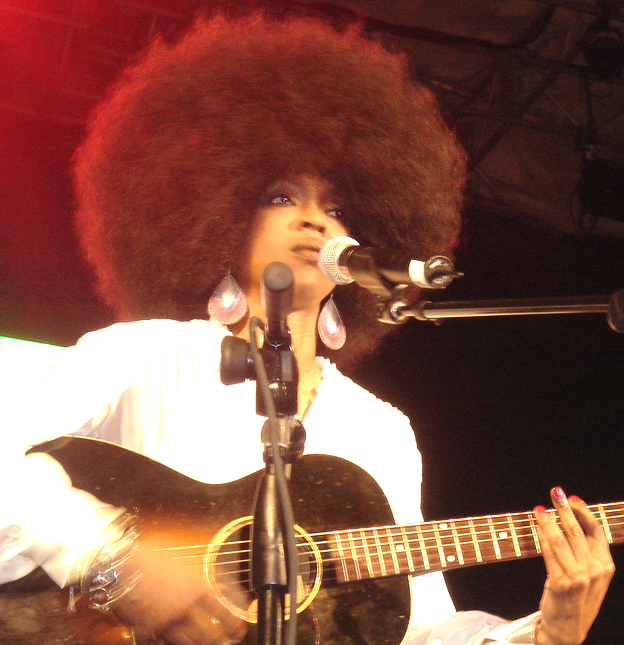
Coiffure afro portée par la chanteuse américaine de musique soul Lauryn Hill.

Une coiffure afro, ou coupe afro, est un style de coiffure de cheveux crépus, très dense et arrondie. Il s'agit d'un symbole de l'identité culturelle de la classe[non neutre] noire.

## Histoire

### Origines Afars

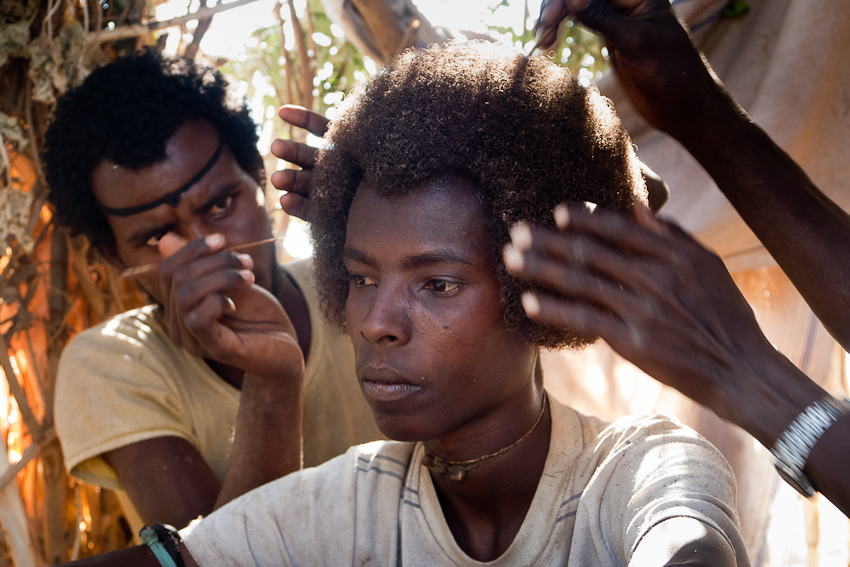
Séance de coiffure pour un jeune homme Afar, 2009.

L'origine de cette coiffure remonte à l'époque de l'occupation italienne de l’Éthiopie car les guerriers qui résistent à l'occupation portent des coupes traditionnelles (tradition Afar notamment), de vastes réseaux de rebelles s'organisent pour résister. La coiffure crépue bouffante traditionnelle de ces combattants devient alors un modèle pour le style Afro. 

### XXesiècle: émancipation des Afro-Américains
L'afro est liée historiquement et sociologiquement à l'histoire des Afro-Américains des années 1950/1960/1970, mais également des Afro-caribéens, des Afro-latinos et bien sûr des Africains. Porter cette coupe a une symbolique politique et culturelle. La lutte pour les droits civiques, l'affirmation culturelle des descendants d’Africains et le mouvement Black is Beautiful consacrent la culture noire comme indépendante, sous plusieurs aspects et refusent donc la dépendance au canon de l’époque. En effet, le cheveu crépu est alors vu avec horreur et mépris par la classe blanche dominante.
Le symbole du peigne « afro » se terminant en « black fist », et disposé dans les cheveux a fait le tour de la planète. Cette époque coïncide également avec les indépendances africaines et caribéennes. Cette coupe qui s'est donc répandue dans tout le monde afro, est le symbole de la fierté noire et de sa volonté de ne plus être dépréciée par les Blancs. Par ailleurs, avec la cristallisation des affrontements interraciaux des années 1970, avec la doctrine du Black Power lancée entre autres par Malcolm X, cette coupe est reprise par les Black Panthers. Les films de la Blaxploitation s’en font également l’écho avec John Shaft, Slaughter, Foxy Brown (où Pam Grier cache un revolver dans son afro et élimine ses ennemis par surprise). Les femmes sont à l'avant garde de cette affirmation de soi avec Angela Davis, Kathleen Cleaver, Assata Shakur, Aretha Franklin, Tamara Dobson, Diana Ross, Pam Grier... Chez les hommes, The Jackson Five seront les plus populaires. 
Les années 1980, sous Ronald Reagan et George Bush père, amènent une relative intégration et voir diminuer le nombre des amateurs de cette coupe sans pour autant qu'ils disparaissent. 
Dans les années 1990 et 2000 des femmes remettent au goût du jour la coupe afro pour ne pas se conformer aux canons blancs dominants (défrisage et lissage). La coupe devient un symbole de l'afroféminisme, nommé nappy hair dans les années 2010.

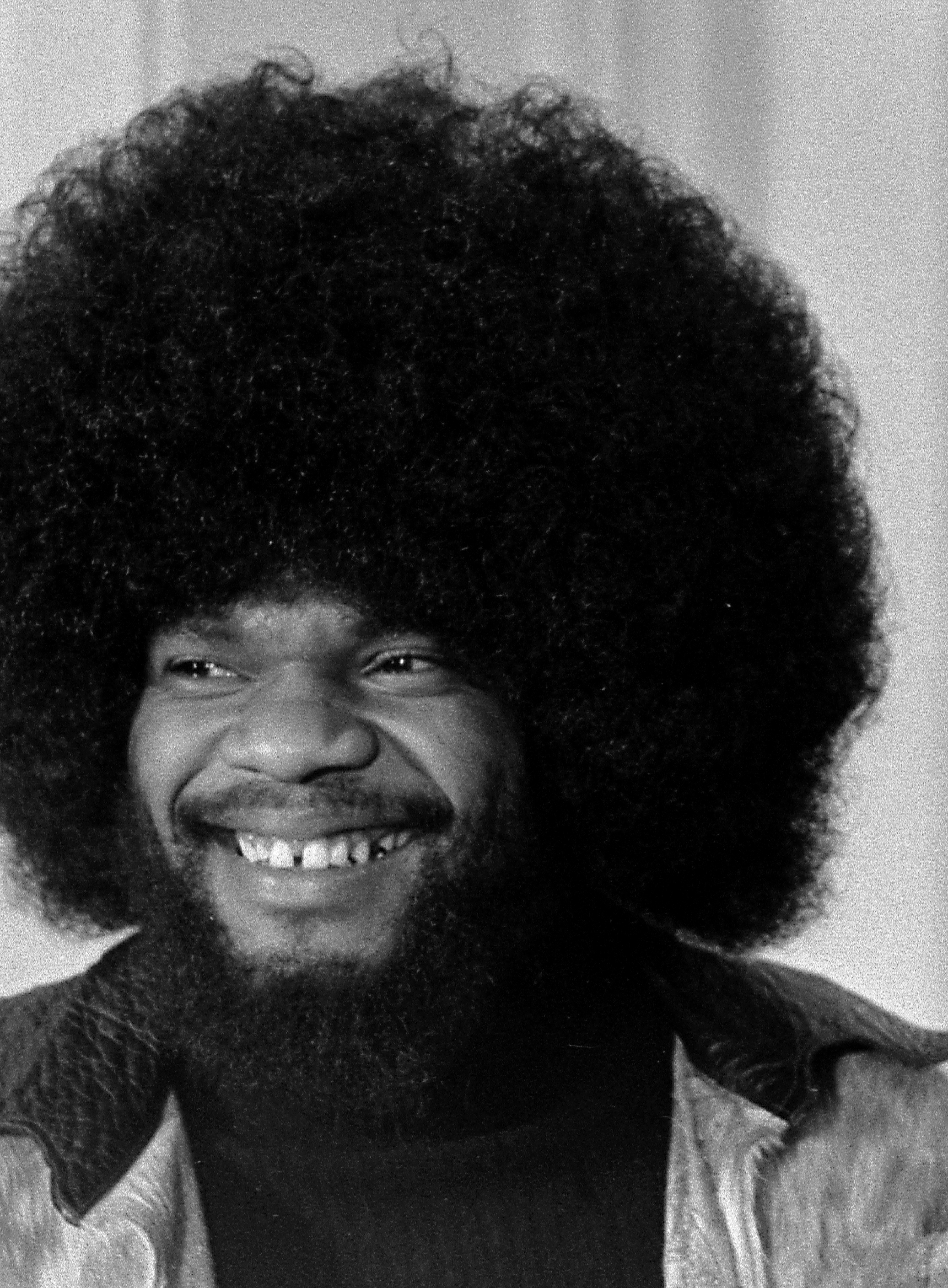
Billy Preston en 1974.
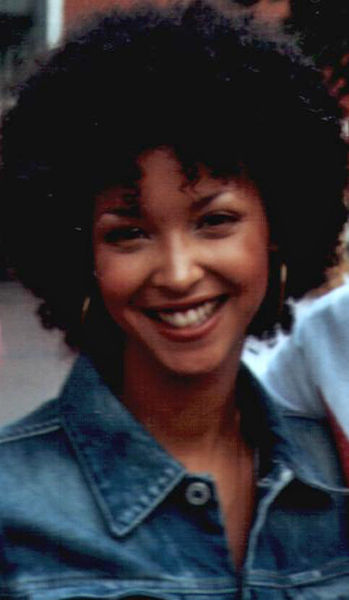
Hila Bronstein (en).
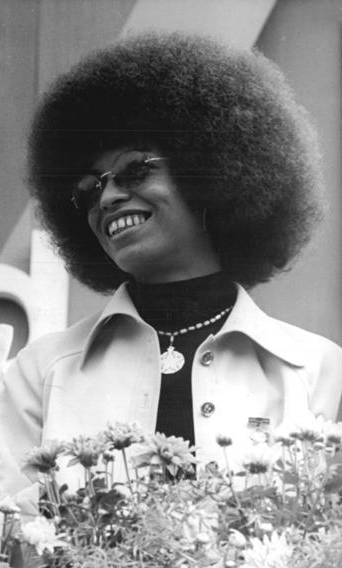
Angela Davis en 1973.
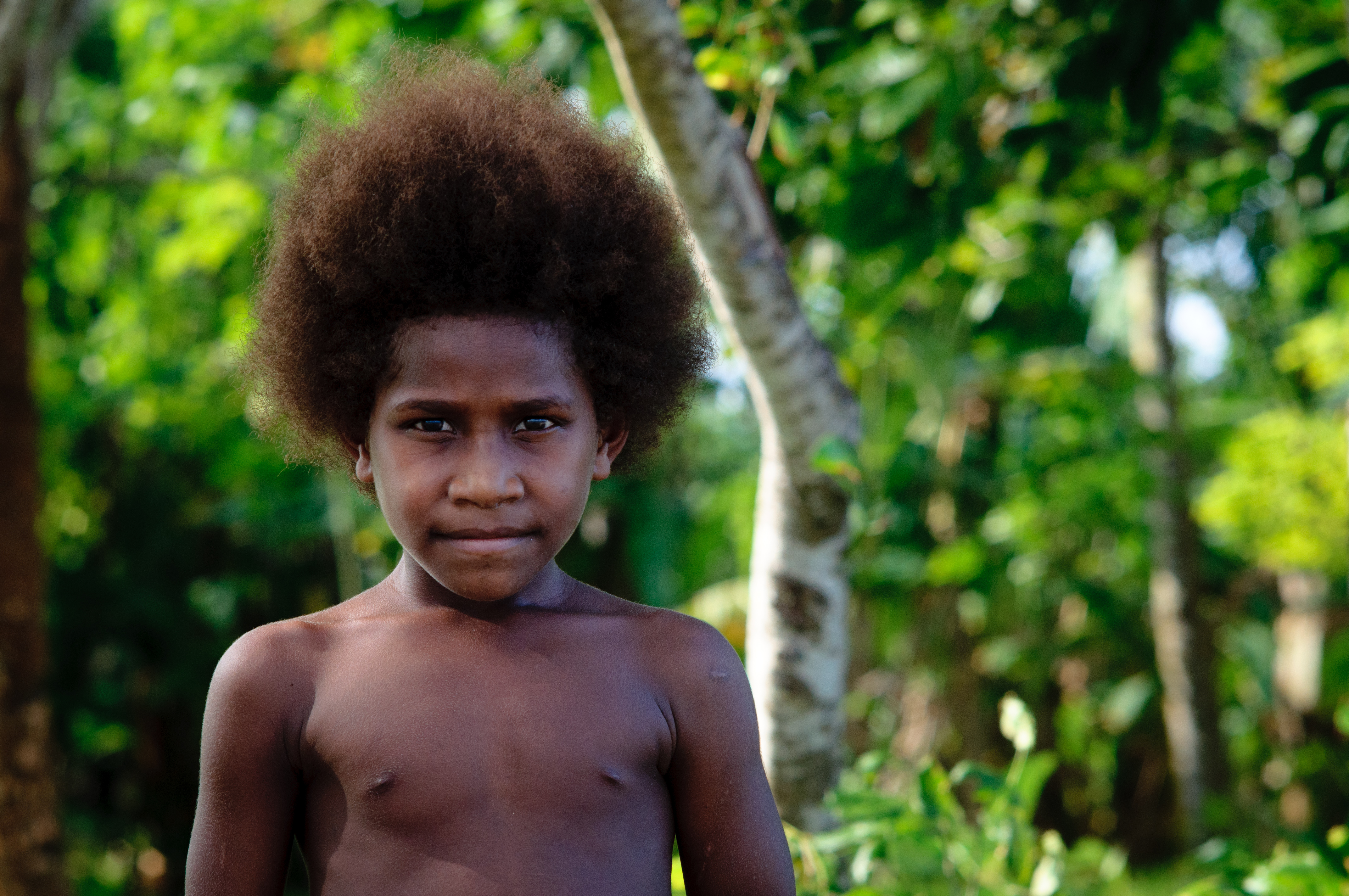
Garçon de Vanuatu.

### XXIesiècle: un sujet toujours d'actualité
Les coiffures afro sont encore interdites dans plusieurs lycées d'Afrique du Sud au début du XXIe siècle. Zulaikha Patel, alors âgée de 13 ans, organise des manifestations devant la Pretoria High School for Girls, pour le droit de conserver sa coiffure afro. Elle en fait un symbole de son identité : « Me demander de changer de cheveux, c'est comme me demander d’effacer ma peau noire ». D'abord menacée d'arrestation, elle reçoit un large soutien international, et le ministre local de l'Éducation ordonne à l'établissement de suspendre cette interdiction et de revoir l'ensemble de son règlement.
Preuve que les cheveux africains restent un sujet d'actualité, le 3 juillet 2019, les deux chambres parlementaires de Californie adoptent à l'unanimité The Crown Act ("loi de la couronne" en français), interdisant « la discrimination raciale fondée sur les cheveux ». Cette loi autorise désormais, de fait, le port de la coupe afro, des tresses ou des dreadlocks à l'école ou sur le lieu de travail.
À l'inverse, durant les années 2020 à Haïti, les élèves des collèges et lycées sont fortement sanctionnés lorsqu'ils portent une coupe afro, mais également des tresses ou toutes formes d'extensions qui sont qualifiées de coupes « vacancières ». L'administration demande à ses élèves de porter des coiffures « classiques » en justifiant cette position par un manque d'esthétique et d'entretien de ces coupes et par l'éducation des élèves qui seront appelés à fréquenter professionnellement des espaces restrictifs. Selon la sociologue Juliette Sméralda, « les Noirs qui sont à la tête des institutions aujourd’hui sont [parfois] les substituts des Blancs à l’époque des plantations. Ils dirigent des institutions qui remontent à l’époque coloniale. Voilà pourquoi ils vont avoir tendance à forcer leurs pairs à rentrer dans un corps qui n’est pas le leur ».

## Les types de coiffure afro des années 2010

### Évolution
Loin de se limiter à la coupe afro volumineuse caractéristique des années 1970 et de la mode disco, la coiffure afro revêt aujourd'hui des formes diverses et variées. On distingue une multitude de type de coiffure et de techniques pour coiffer et mettre en valeur le cheveu afro, sous sa forme crépue, frisée ou lissée. En effet, le parcours de la coiffure afro depuis l'Afrique dans l'Antiquité à aujourd'hui est intimement lié à l'histoire et au contexte social de la diaspora africaine aux Antilles, et dans les Amériques.

### Exemple de techniques de coiffure afro
- Bantu knots : c'est une manière de se coiffer en séparant les cheveux en raies et en réalisant des mini-chignons avec toutes les mèches. La mèche de cheveux prend alors d'aspect d'une petite boule. Jada Pinkett Smith dans le film Matrix Reloaded portait cette coupe de cheveux.
- Tresses africaines : il s'agit de nattes à trois branches qui peuvent être réalisées collées à la tête, libres. Lorsqu'elles sont collées, elles peuvent être créés avec des motifs : cette variante ancestrale a été popularisée dans les années 90 et 2000 par le basketteur Allen Iverson et les rappeurs Snoop Dogg, Xzibit et Ludacris. Elle fut remise à la mode par la chanteuse Alicia Keys, et reste largement employée, par les femmes et aussi les hommes de toute origine.

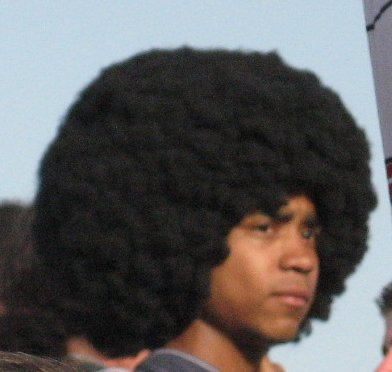
Afro.

- Vanilles : cette coiffure consiste à réaliser une tresse à deux brins, avec les cheveux  ou des extensions spéciales
- Headwrapping : méthode consistant à utiliser un foulard comme un véritable ornement de tête, les possibilités pour l'enrouler autour des cheveux étant nombreuses.
- Dreadlocks : mèches de cheveux emmêlées qui se forment seules si les cheveux sont laissés à pousser naturellement (ou après avoir été tressés).
- Afro-mulet : coiffure qui consiste à porter les cheveux longs, notamment sur la nuque, de manière assez désordonnée, mais pas sur les tempes, où ils sont coiffés en afro.

Les méthodes suivantes servent plutôt à modifier la texture du cheveu :
- Waves : coiffure réalisée sur des cheveux de type africain coupés courts. Le but étant d'obtenir un effet visuel de vagues, qui peuvent former une multitude de lignes (on parle alors de waves à 180°) ou de cercles (waves 360°). Cette coiffure, très populaire aux États-Unis, demande un travail de brossage quotidien à l'aide d'une brosse adaptée, de produits spécifiques permettant de détendres les boucles, et nécessite l'utilisation d'un Durag ou d'un bonnet en tissu élastique lors du sommeil, afin que les cheveux poussent à plat et forment les vagues désirées. Un exemple de personnalité portant des waves est le footballeur Kylian Mbappé.
- Défrisage : il s'agit de modifier la texture du cheveu crépu en utilisant un produit à base de dérivé du soude (ou d'hydroxyde de sodium) qui modifie les molécules de kératine du cheveu et les reconstitue d'une manière différente, de façon à les raidir. Il existe par ailleurs un débat sociétal quant à son utilisation chez les femmes afro-descendantes, notamment aux Antilles françaises[8].

Techniques d'extension :
- Tissage : consiste à coudre des mèches de cheveux sur la véritable chevelure qui aura été auparavant soigneusement tressée.
- Lace wig : type de perruque dite indétectable, largement utilisée parmi les célébrités possédant tout type de cheveux.

La particularité du cheveu afro a conduit plusieurs marques à créer des gammes de produits afin de soigner les besoins spécifiques de ces cheveux, liés en partie à certaines techniques de coiffure afro qui peuvent être traumatisantes pour le cheveu (tresses très serrées, défrisage).

## Dans la littérature
Dans son roman se déroulant en 1969 aux États-Unis ("Changement de décor") David Lodge mentionne cette coupe, particulièrement à la mode alors : " (...) des Noirs aux coiffures afro vaporeuses semblables à des champignons et qui se servaient de leurs lunettes de soleil à verres réfléchissants comme d'héliographes pour lancer à leurs frères de l'autre côté de la rue des appels à la révolution".

### Filmographie
- Méduse, Cheveux Afro et Autres Mythes, documentaire réalisé par Adèle Albrespy et Johanna Makabi, France, 2018, 18 minutes.